# Saint-Pierre-du-Palais
Saint-Pierre-du-Palais település Franciaországban, Charente-Maritime megyében. Lakosainak száma 335 fő (2022. január 1.). Saint-Pierre-du-Palais Cercoux, Clérac, La Clotte, Le Fouilloux, Montguyon és Saint-Martin-de-Coux községekkel határos.

## Népesség
A település népessége az elmúlt években az alábbi módon változott:
| Lakosok száma | 340  | 286  | 260  | 293  | 372  | 373  | 366  | 353  | 348  | 335  |
|               | 1968 | 1982 | 1990 | 2006 | 2013 | 2015 | 2017 | 2019 | 2020 | 2022 |